# Владимир Јовановић
Владимир Јовановић (Шабац, 28. септембар 1833 — Београд, 3. март 1922) био је српски политичар, економиста, аутор, новинар и академик.
Јовановић је био министар финансија, потпредседник Државног савета, члан Сената (Горњег дома), професор Политичке економије на Великој школи, идеолог Либерална странке, председник Српског ученог друштва и почасни члан Српске краљевске академије

## Биографија
Рођен је у Шапцу 28. септембра 1833. године од оца Илије Јовановића, ћурчије и мајке Анђелије Спужић која је била ћерка Остоје Спужа, Карађорђевог војводе.
Школовао се у родном Шапцу (где је завршио основну школу и полугимназију), Београду, где је завршио Лицеј, и Немачкој, где је студирао агрономију. Економске науке учио је по познатом професору Вилхелму Рошеру, припаднику немачке историјске школе.
По повратку у Србију 1856. године, укључује се у либерални круг, коме припадају и Јеврем Грујић, Милован Јанковић, Јован Белимарковић, Алимпије Васиљевић, Ранко Алимпић и други.
На Светоандрејској скупштини, Јовановић је био помоћник секретара Грујића и Јована Илића.
По повратку Обреновића, Владимир је постао секретар Министарства финансија и, затим, уредник званичних Српских новина. Либералима је сметао Милошев патријархални начин владања, али су веровали у наследника, кнеза Михаила. Ипак, Јовановића ускоро књаз Милош протерује из земље. Пошто је Коџа Милош умро, Владимир се крајем 1860. враћа у Србију и опет улази у политику. Формирао је лист Народна скупштина, који је убрзо угушен.
Због сукоба са Турцима око градова 1862. године, проводи у Енглеској пола године 1862/63, ради придобијања тамошње публике за српску ствар. По повратку у земљу предаје економске предмете на Великој школи ("политичку економију, финансије и политичку аритметику"). На скупу Друштва српске словесности јануара 1864. дошао је у сукоб са министром Костом Цукићем и остао без катедре, а следеће две године провео је у Швајцарској и још шест углавном у Новом Саду. Тамо се највише бавио новинарством, жестоко критикујући режим кнеза Михаила. Са Светозаром Милетићем уређивао је „Заставу“. Током путовања упознао је Гледстона, Мацинија, Херцена, Бакуњина, Кошута и друге славне личности.
Оженио се на св. Јована, јануара 1868. године Јеленом (рођ. 1850), ћерком Александре и Максима Маринковића, трговца из Новог Сада. Добио је сина Слободана Јовановића 3. децембра 1869. године, a ћерку Правду јуна 1871. године. Ова имена су тада први пут забележена код Срба. Био је то начин да искаже своје либерално опредељење. Слободан Јовановић је био један од најумнијих Срба свога времена и председник Српске краљевске академије.
Један је од оснивача Уједињене омладине српске, удружења основаног ради буђења српске националне идеје. По убиству кнеза Михаила, суђено му је у Пешти за учешће у завери, али је ослобођен услед недостатка доказа. У Омладини око 1870. долази до сукоба између Владимира и Светозара Марковића, тј. либерала и социјалиста, и удружење се гаси.
Враћа се у Србију 1872. године, покреће лист Будућност и ради послове секретара у више министарстава.
Од средине 1872. Владимир Јовановић са породицом живи у Београду, где 1875. постаје члан Народне скупштине. Априла 1876. године постаје министар финансија у влади чији је задатак ослободилачки рат с Турцима. Кредит у иностранству није било могуће добити, па су преостали принудни зајам у земљи и реквизиције. Други рат 1877/78. финансирала је Русија, која је и сама заратила са Турском, па је све ишло много лакше. Губи место министра када предлаже порез на трговце, како би исплатио ратне дугове. Министар је кратко и 1880, а цела либералска влада пада на питању трговинског уговора са Аустроугарском.
Жесток је критичар следеће, напредњачке владе. Узастопно је биран за председника Српског ученог друштва, али није изабран у Академију наука када је формирана 1886. године. Почасни члан Српске краљевске академије постао је 10. фебруара 1892.
После абдикације краља Милана 1889. дугогодишњи је члан Државног савета. Умро је 3. марта 1922. у Београду, дочекавши свој идеал – уједињено Српство.
Једна улица у самом центру града Шапца носи његово име као сећање на овог знаменитог рођеног Шапчанина.

## Идеје
За либералну групу којој је припадао, али и понајвише за Владимира Јовановића основне тачке програма сводиле су се на свето тројство науке, слободе и нације.
Наука је давала, како је веровао Владимир, критички инструментаријум којим ће се анализирати постојеће институције и показати сва њихова слабост и неутемељеност у разуму. Либерали су били прави заступници просветитељског рационализма и уверења у велику спознајну снагу разума у проницању свих, па и најсуптилнијих питања као што су она верска или морална. Тако су тежили не само да научно докажу неваљалост политичког поретка у Србији, већ и да конструишу други, који би био заснован на последњим достигнућима науке, а она је, веровали су, говорила у прилог слободе. Тако Владимир каже: “Једнакост у слободи, или слободу једнаку за све и за свакога, наука освештава као основно начело у природноме закону друштва”. Очигледно је да је Владимирово схватање о науци било знатно другачије од савременог и да се тада није радило о науци у строгом смислу, већ о изједначавању сопствене политичке филозофије са науком. Изгледа да му је недовољном изгледала одбрана либералних принципа класичним аргументима, па је тражио неко јаче или уверљивије средство. Ако, дакле, наука нешто каже, онда спора више не може бити.
Савременом либерализму, после неуспеха конструктивистичких покушаја током последња два века историје, није блиско велико Јовановићево поверење у снагу разума и из тога изведену идеју да је могуће и добро засновати друштвене и државне институције на разуму и грандиозним схемама. Више поверења има се у углавном спонтани, органски развој институција, заснован на децентрализованој активности људи и селекцији институција на “тржишан” начин.
Слобода је за Јовановића била највиши идеал и вредност и темељ индивидуалног и друштвеног живота. “Свако стање које је противно слободи, у коме они што се налазе у друштву не би смели да изразе своју сопствену природу, да развију свој ум, своју савест и своју вољу, било би одрицање права и дужности што се изводе из саме природе човека и друштва, и што су једнаки за све људе и народе”. Сваки човек је, по рођењу и једнаком праву, способан да ужива слободу и брине се о себи, свом развоју и својој будућности. Слободе су оне класичне политичке - право на живот, имовину, мишљење и изражавање мишљења (и слободу штампе), удруживање, кретање, гласање и слично.
Једнакост је Јовановић такође схватао на класичан начин – као једнакост у слободи. Како је сам рекао, залагао се за “једнакост у слободи, што се и правда зове”, верујући да “једнакост у друштву само се слободом опредељује”. Тиме се, у ствари, заложио за схватање да једнакост означава једнакост пред законом, а не једнакост доходака или имовине, како су уверавали социјалисти.
Национално питање јако је прирасло срцу Владимира Јовановића. Био је добар Србин и један од највећих родољуба свога времена. За њега није било дилеме да ли могу заједно да иду снажни национални осећаји и залагање за либералне идеје. Веровао је да се у првом случају ради о борби за спољашњу слободу, а у другом за унутрашњу и да противречје не постоји. Био је то либерални манцинијевски национализам, заснован на начелу праведне борбе за национално ослобођење, а без империјалистичких намера према другима. “Народност је вечна љубав за слободу и за право и за напредак... она је узор човечанског усавршавања у свом роду и братске једнакости међу људима” и “етапа у приближавању светском братству”, проповедао је Владимир.
Српски народ био је за Владимира оличење свега најбољег, једна идеализација која тешко да је имала утемељење у стварности. Србенда љуби слободу и просвету, тражи да државна управа буде што простија и јевтинија, жели да свој хлеб једе у зноју лица свог и да буде у складу са самим собом и светом, уздиже дух народни и диви се слави предака, не смеће с ума браћу која цвиле под туђинским ропством, бори се за слободу и једнакост... Како рече Слободан Јовановић за оца, “та је слика имала бити доказ да Срби имају услова за своју властиту културу и за слободан политички живот”. Веровао је да је патриотизам велика духовна снага, која се само политичким слободама може пробудити. “Он је толико полагао на патриотизам и јунаштво српскога народа, да се неки пут чинило да он више живи у народним песмама него у стварности”. Отуда и његов велики ангажман у Омладини и касније учешће у ратној влади.
Одређену противречност између идеализоване слике српског народа и његовог стварног изгледа тих деценија Владимир је објашњавао извесним мањком знања. Стога је на либералном барјаку реч просвета била исписана златним словима. Када се српски народ образује, тада ће до пуног изражаја доћи све његове природне, културне и политичке (патријархалне) врлине.
Занимљив је један Јовановићев разговор са кнезом Михаилом, не само као слика њиховог односа, већ и идеја о политичким приликама у Србији. Владимир је разлагао како је народу потребна политичка слобода, укључујући и опозицију и слободу штампе, и како једино она може донети толико потребан напредак. Михаило је видео ствари сасвим другачије: тврдио је да се једној скупштини састављеној од неписмених сељака не може дати власт као енглеском парламенту и да се шачици српских интелектуалаца, набројао их је дванаест, не сме прилагођавати политички систем земље. Уверавао је Владимира и да Србија нема времена да чека да просвета просветли народ, у складу са либералним плановима, већ да је потребна снажна, паметна и брижна централна управа. Била је то класична расправа између конзервативца и либерала у неразвијеној земљи.
Како је рекао Владимиров син Слободан, идеализам Владимиров и његових истомишљеника био је велики и патио је од мањка реализма. Чинило им се да је заиста могуће све оно што је њихово резоновање, уз помоћ “науке”, показало за тачно. Занемаривали су постојеће знатне препреке, односно умањивали њихов домашај. И заиста, читање текстова Владимира Јовановића доноси осећај превеликог доктринарства, осећај једне схеме која има мало живота у себи и кроз коју поприлично дува и на теоријском плану.
Владимир је био демократа. Често је говорио и писао, ослањајући са превасходно на Милову Представничку владу, о потреби да свака власт буде заснована на општој народној вољи. Предност је давао републиканском уређењу, али је прихватао и уставно монархијско. Србија би требало, по Јовановићу, да постане “строго уставна и демократијско-представничка држава, у којој би права и дужности, слобода и одговорност, наука и правда за све и за свакога били једнако ујамчени”. Ипак, либерали су, мада Владимир у мањој мери, били више слободњаци него демократе. Веровали су да би народ ипак требало да води интелигенција. Владимиру је велики узор био британски парламентаризам, где влада демократија, али и где горњи дом умерава претеривања доњег и пружа прилику вишим слојевима да, у општем интересу, утичу на послове.
Владимир Јовановић је формулисао политички програм либералне странке, који је истовремено био и његов:
1. Национална сувереност, а на основу народног “права да слободно и независно одређује себе и своју судбу” и да не трпи “страно мешање” “у домаће односе и послове”.
2. Уставност, као “слободан израз народне воље” изражен кроз слободно изабрану народну скупштину.
3. Уставна монархија, не као израз најбољег државног уређења већ као слободан избор народа на Светоандрејској скупштини.
4. Министарска одговорност пред народном скупштином, као јемство политичке слободе.
5. Слобода штампе, као услов политичких слобода и либералних реформи.
6. Пореско и буџетско право народне скупштине, као јако средство ограничавања сваке власти од стране скупштине.
7. Јамчење личне, религиозне, економске и политичке слободе, “као основе напредног физичког, умног и моралног развитка народног”.
8. Рад за опште добро, ради постизања “државног јединства и јавног реда”.
9. Позитивна спољна политика, заснована на “братској узајамности међу народима” и усмерена на стицање симпатија за српски народ.

Владимир Јовановић био је под утицајем идеја француске револуције и француских писаца либералне оријентације (Монтескје, Констан, Токвил, Бастија), али и, још више, енглеских мислилаца, пре свега Мила и Спенсера. На њега је пуно у практичнијем, политичком ангажману утицао италијански револуционарни националиста Мацини.
Владимир је био начелан човек. Борио се на више фронтова – за политичке слободе, за националну идеју, за просвету народа, за демократију, за штедњу и унапређење економије. Иако у практичном раду није имао пуно успеха, остаје запамћен као главни идеолог либералне струје свога времена.
Главно дело му је Политички речник, чији је само први део (одреднице А-Д) објављен 1872. године. Написао је и већи број радова о националном питању, економији и финансијама, пољској привреди и слично. У његовој заоставштини остало је у рукопису обимно мемоарско дело Успомене, које је објављено 1989. године.

## Метеоролошки рад
Владимир Јовановић је једно време био управник Топчидерске економије. Захваљујући њему у Економији је 1858. године инсталирана метеоролошка станица, која је радила у оквиру тек успостављене мреже метеоролошких станица Србије Владимира Јакшића. Много се заинтересовао за метеоролошку проблематику па је написао и први домаћи метеоролошки уџбеник, под називом „Климатологија“. Објављен је 1863. године као први прилог XVII свеске „Гласника Друштва србске словесности“ - има 182 странице.

## Галерија
- Новине Србске, лист у уредништву В. Јовановића
- Слободан Јовановић, син Владимира Јовановића.
- Владимир М. Јовановић, угледни песник, сестрић В. Јовановића